# Реквијем за снове
Реквијем за снове (енгл. Requiem for a Dream) јест америчка филмска драма из 2000. године, редитеља Дарена Аронофског, снимљена по истоименом роману Хјуберта Селбија Млађег. У главним улогама су: Елен Берстин, Џаред Лето, Џенифер Конели и Марлон Вејанс. Радња филма приказује зависност четирију ликова од дрога и промену њиховог физичког и емоционалног стања. Због зависности затварају се у свет заблуде и очаја. Уколико филм одмиче, утолико се стање сваког лика погоршава, што на крају резултује катастрофом.
Права на Селбијев роман добили су Аронофски и продуцент Ерик Вотсон. Селби је увек намеравао да роман прилагоди филму јер је написао сценарио годинама пре него што је Аронофски контактирао с њим. Аронофски је био одушевљен причом и развио је сценарио са Селбијем упркос почетним тешкоћама да добије средства за продукцију филма. Глумачка екипа и он изјавили су да се у филму говори о зависностима уопште, а не само о дрогама, са темом усамљености и избегавања стварности на различите начине.
Филм је премијерно приказан на Канском филмском фестивалу 2000. године, изабран за приказивање ван такмичења, након чега је 6. октобра те године реализован у америчким биоскопима. Добио је позитивне критике критичара упркос умереном успеху на благајнама. Похваљени су визуелни стил филма, музика и глумци, а Берстинова је била номинована за Оскара у категорији за најбољу главну глумицу.

## Радња
Сара Голдфарб, удовица која живи сама у стану на Брајтон Бичу, време проводи гледајући телевизију. Њен син Хари је зависник од хероина, заједно са својим пријатељом Тајроном и девојком Марион. Њих троје дилују хероин у покушају да остваре своје снове; Хари и Марион планирају да отворе продавницу одеће према Мариониним дизајнима, док Тајрон тражи бекство из гета и одобрење своје мајке. Када Сара прими позив да је позвана у своју омиљену емисију, започиње рестриктивну краш дијету у покушају да се уклопи у црвену хаљину коју је носила на Харијевој матури.
По савету своје пријатељице Реј, Сара посећује лекара који јој преписује амфетамине за контролу апетита. Почиње брзо да мршави и узбуђена је колико енергије има. Када Хари препозна знаке злоупотребе дроге и преклиње је да престане са узимањем амфетамина, Сара инсистира на томе да су шанса за појављивање на телевизији и повећано дивљење њених пријатељица Ејде и Реј њени преостали разлози за живот. Како време пролази, Сара постаје избезумљена чекајући позив и повећава дозу, због чега развија амфетаминску психозу.
Тајрон је ухваћен у пуцњави између кријумчара дроге и сицилијанске мафије и ухапшен упркос својој невиности. Хари користи већину свог зарађеног новца за полагање кауције. Као резултат пуцњаве између банди, локална дистрибуција хероина постаје ограничена и они не могу да нађу нимало за куповину. Међутим, Тајрон сазнаје за велику пошиљку која долази у Њујорк са Флориде, али цена се удвостручила и минимална куповина је висока. Хари охрабрује Марион да се због новца бави проституцијом са својим психијатром Арнолдом. Овај захтев, заједно са све већим симптомима апстинентске кризе, заоштрава њихов однос.
Сарина повећана доза амфетамина искривљује њен осећај за стварност и она почиње да халуцинира да јој се домаћини и публика у телевизијској емисији ругају, и да је напада фрижидер. Сара бежи из свог стана и одлази у канцеларију агенције за кастинг на Менхетну да потврди када ће бити на телевизији. Сарино поремећено стање доводи до тога да буде примљена на психијатрију, где не реагује на разне лекове. Уместо тога, она се подвргава електроконвулзивној терапији. Након што достава хероина пропадне, Хари и Тајрон путују у Мајами како би хероин купили директно од велетрговца. Међутим, присиљени су да се зауставе у болници због Харијеве гангренозне руке. Доктор схвата да је Хари наркоман и позива полицију која хапси њега и Тајрона.
Враћајући се у Њујорк, очајна Марион продаје своје тело макроу, Великом Тиму. Она се подвргава понижавајућој сексуалној представи на његов захтев, у замену за још хероина. Сарино лечење оставља је у дисоцијативном кататоничном, скоро вегетативном стању, на ужас њених пријатељица Ејде и Реј, који плачу и покушавају да се утеше на клупи у парку испред болнице. Харију је ампутирана рука изнад лакта и он је емоционално избезумљен сазнањем да га Марион неће посетити. Тајрону се изругују расистички затворски чувари, док трпи комбинацију исцрпљујућег физичког рада и симптома одвикавања. Марион се враћа кући и лежи на свом каучу, држећи свој хероин, окружена својим згужваним и одбаченим дизајнима одеће. Сваки од четири лика се увија у положај фетуса. Сара себе замишља као прелепу победницу у играном шоу, са Харијем − ожењеним и успешним − који стиже као гост. Сара и Хари се загрле с љубављу.

## Улоге
| Глумац              | Улога              |
| ------------------- | ------------------ |
| Елен Берстин        | Сара Голдфарб      |
| Џаред Лето          | Хари Голдфарб      |
| Џенифер Конели      | Марион Силвер      |
| Марлон Вејанс       | Тајрон Си Лав      |
| Кристофер Макдоналд | Тапи Тибонс        |
| Марк Марголис       | господин Рабиновиц |
| Луиза Ласер         | Ејда               |
| Марша Жан Керц      | Реј                |
| Шон Гулет           | Арнолд             |
| Кит Дејвид          | Велики Тим         |